# Scelotes sexlineatus
Scelotes sexlineatus là một loài thằn lằn trong họ Scincidae. Loài này được Harlan mô tả khoa học đầu tiên năm 1824.